# Caleschara denticulata
Caleschara denticulata är en mossdjursart som först beskrevs av William MacGillivray 1869.  Caleschara denticulata ingår i släktet Caleschara och familjen Calescharidae. Inga underarter finns listade i Catalogue of Life.